# Mary Fairchild Low

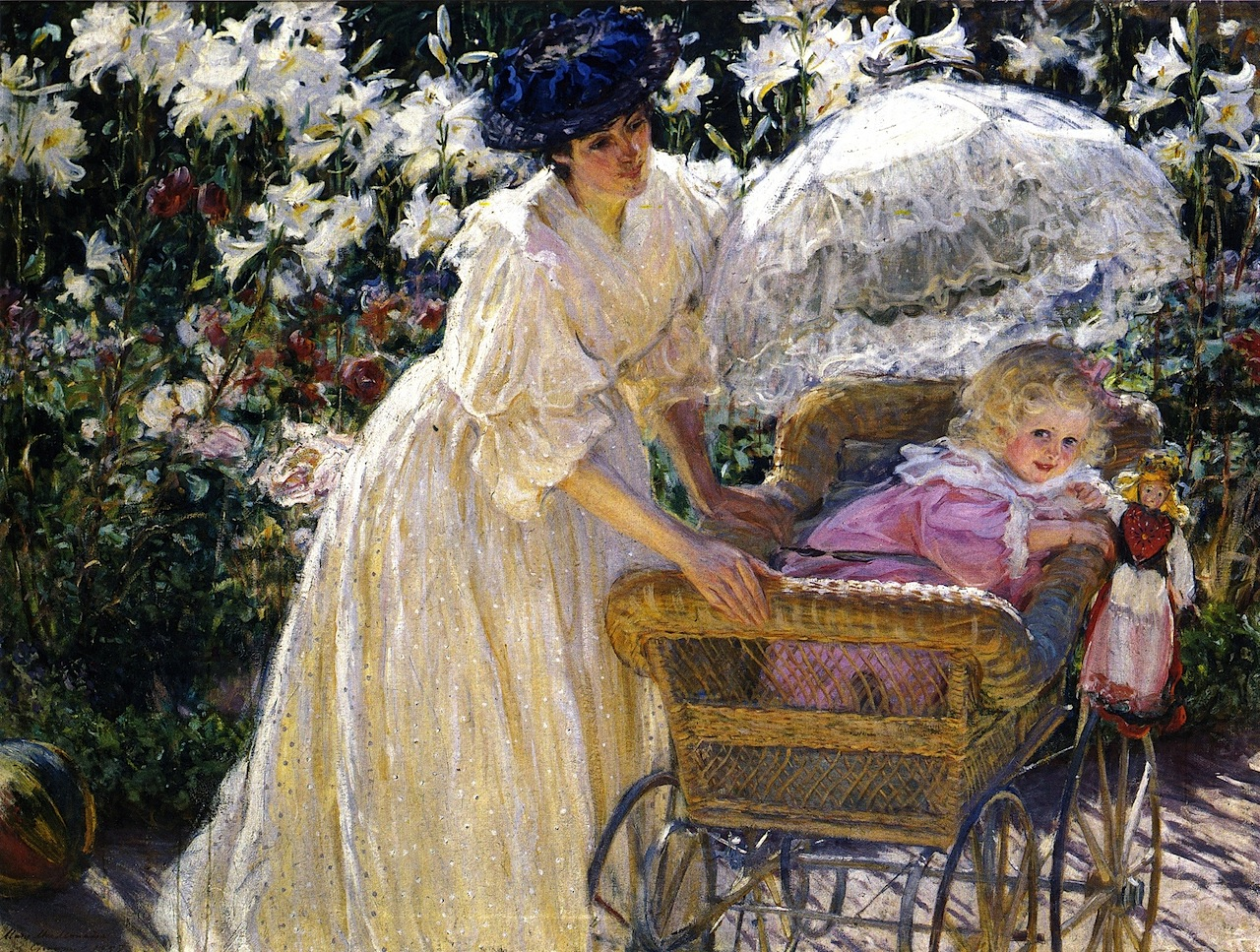
Mary Fairchild Low: Selbstporträt mit Tochter Berthe im Gemälde Roses et lys von 1897

Mary Fairchild Low (auch Mary Louise Fairchild oder Mary Fairchild MacMonnies) (* 11. August 1858 in New Haven (Connecticut); † 23. Mai 1946 in Bronxville) war eine amerikanische Malerin. Sie lebte mehrere Jahre in Frankreich, wo sie in der Künstlerkolonie Giverny zahlreiche Werke im Stil des Impressionismus malte.

## Leben
Mary Louise Fairchild kam 1858 in New Haven im US-Bundesstaat Connecticut zur Welt und verbrachte dort die ersten sieben Lebensjahre. Bedingt durch die Arbeit des Vaters für das U.S. Military Telegraph Corps zog die Familie mehrfach um. Ab 1861 lebten sie in New Orleans, ab 1865 dauerhaft in St. Louis. Mary Fairchild zeigte als Kind und zunächst auch bei der Berufswahl keine künstlerischen Ambitionen. Nach dem Besuch der Highschool wurde sie Lehrerin und unterrichtete fünf Jahre an einer Schule. Durch ihre Mutter, die als Künstlerin Miniaturen malte, entdeckte Mary Fairchild erst als junge Frau ihr künstlerisches Talent. An der St. Louis School of Fine Arts besuchte sie 1882 Abendkurse in Bildender Kunst und begann dort 1883 ein Vollzeitstudium. Dem Direktor der Kunsthochschule, Halsey Ives, fielen bald ihr außergewöhnliches Talent und ihre raschen Fortschritte im Studium auf. Durch seine Unterstützung erhielt sie 1885 ein Stipendium für einen dreijährigen Studienaufenthalt in Paris.

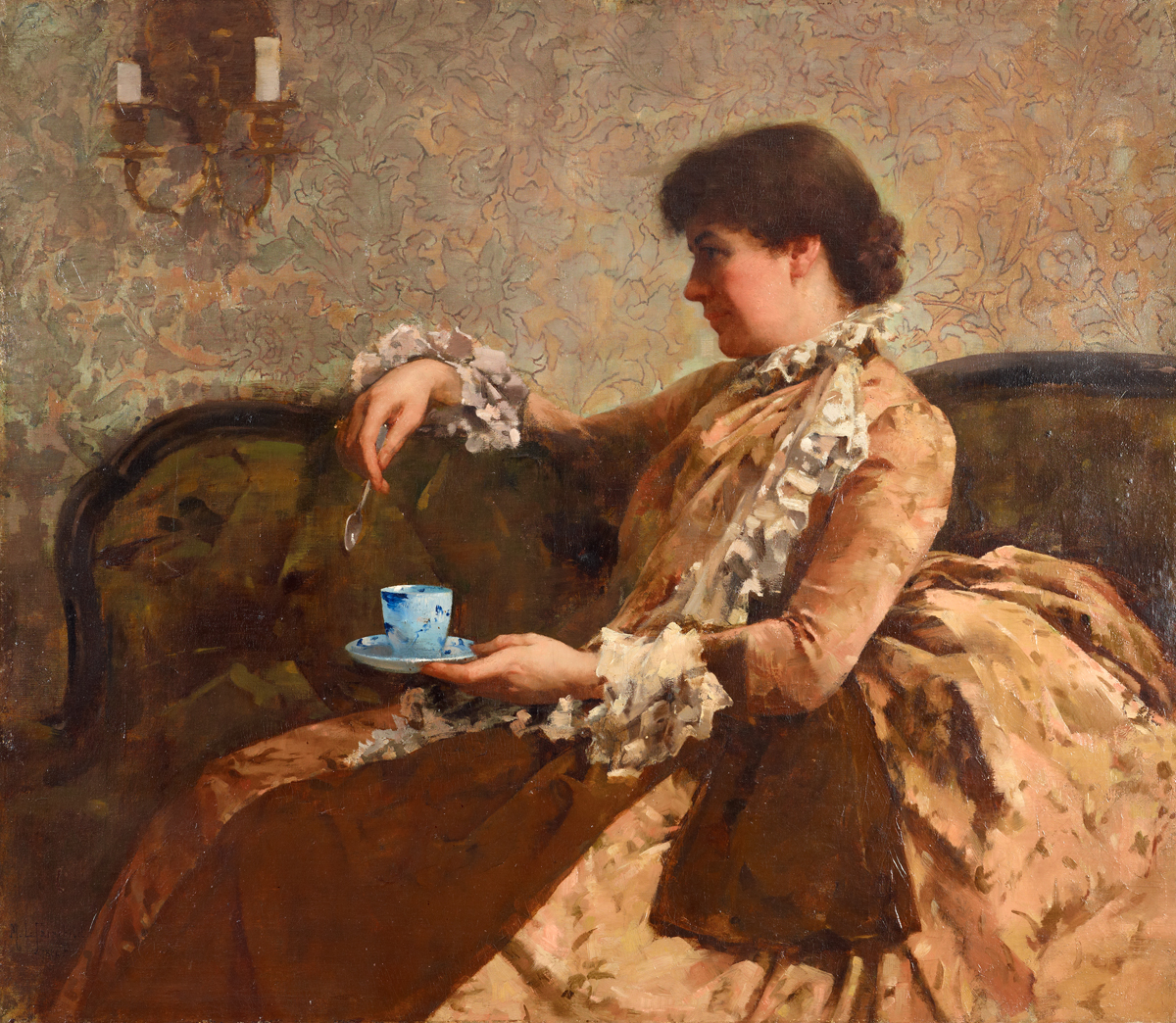
Mary Fairchild: Porträt Sarah Hallowell, 1886

Sie studierte an der Pariser Académie Julian in der Klasse von Tony Robert-Fleury und besuchte zudem die Frauenklasse von Émile Auguste Carolus-Duran. 1886 stellte sie im Salon de Paris das Porträt der Freundin Sarah Tyson Hallowell aus, die zu den bedeutenden Förderern des Impressionismus gehörte. Hallowell organisierte Ausstellungen und beriet amerikanische Sammler beim Kauf von Kunstwerken. Bis 1890 waren Werke von Mary Fairchild im Salon de Paris zu sehen. Ab 1895 stellte sie ihre Arbeiten im Salon der Société nationale des beaux-arts aus. Zudem war sie auf der Pariser Weltausstellung 1889 vertreten und erhielt dort eine Bronzemedaille für ein Selbstporträt. Darüber hinaus waren ihre Werke wiederholt in Ausstellungen in den Vereinigten Staaten zu sehen, durch Vermittlung der Freundin Hallowell auch auf der Weltausstellung in Chicago 1893.
1887 lernte Mary Fairchild in Paris den amerikanischen Bildhauer Frederick William MacMonnies kennen. Kurz danach unterhielten beide, entgegen den gesellschaftlichen Konventionen, ein gemeinsames Atelier. Im August 1988 heiratete das Paar. Mary Fairchild führte während der Ehe den Namen Mary MacMonnies und signierte auch ihre Bilder mit diesem Namen. 1890 kam das Paar erstmals nach Giverny. Hier, am Wohnort des Malers Claude Monet, hatte sich zu dieser Zeit eine amerikanische Künstlerkolonie etabliert, zu denen das Paar freundschaftliche Beziehungen pflegte. Nach weiteren Besuchen im Jahr 1893 zog das Paar 1895 schließlich dauerhaft in den Ort. Sie mieteten zu Beginn für den Sommer die Villa Bêsche, bevor sie das ehemalige Kloster Le Moutier bezogen. Dort kamen 1895 die Tochter Berthe, 1897 die Tochter Marjorie und 1899 der Sohn Ronald zur Welt. Der Sohn starb 1901 als Zweijähriger. Während ihr Mann wiederholt beruflich in die Vereinigten Staaten reiste, lebte Mary MacMonnies mit den Kindern in Frankreich. Die häufige Trennung der Eheleute und Affären ihres Mannes mit seinen Studentinnen führten 1909 zur Scheidung. Sie heiratete 1910 den amerikanischen Maler Will Hicok Low, dessen Frau wenige Monate zuvor verstorben war. Zusammen mit Low und ihren Töchtern aus erster Ehe verließ sie Frankreich und zog in die Vereinigten Staaten, wo sie sich im New Yorker Vorort Bronxville niederließen. Mary Fairchild Low starb dort 1946 im Alter von 88 Jahren; ihre letzte Ruhestätte fand sie auf dem Albany Rural Cemetery in Menands (Albany County).

## Werk
Das früheste bekannte Werk von Mary Fairchild ist das 1886 entstandene Porträt der Freundin Hallowell. Es steht ganz in der Tradition ihres Lehrers Carolus-Duran, dessen Einfluss auch auf ihre Arbeiten der Folgejahre spürbar ist. Im Sommer 1887 malte sie Landschaftsbilder in der Picardie, die an Werke der Schule von Barbizon erinnern.

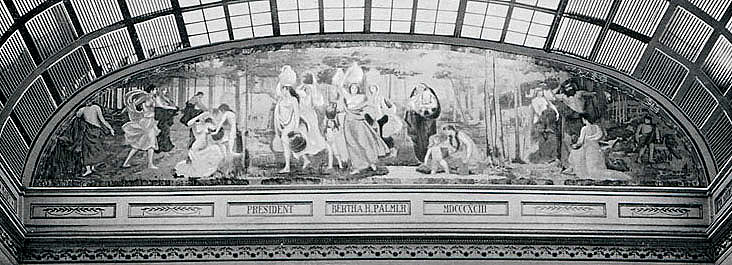
MaryFairchild MacMonnies: Primitive Woman, 1893

Ihr bekanntestes Werk entstand für das so genannte Woman’s Building auf der Weltausstellung in Chicago 1893. Ihre Freundin Sarah Tyson Hallowell gab bei zwei amerikanischen Künstlerinnen große Wandgemälden in Auftrag, die das Leben der Frauen als Thema hatten. Während für das Motiv der Modern Woman die impressionistische Malerin Mary Cassatt beauftragt wurde, ging der Auftrag für die Primitive Woman an Mary Fairchild. Bei diesem Motiv sollte das ursprüngliche Frauenbild veranschaulicht werden. Mary Fairchild orientierte sich hierbei an Bildern des Malers Pierre Puvis de Chavannes und zeigte Frauen beim Ackerbau, beim Kochen und bei der Kinderbetreuung. Das großformatige Wandbild erhielt positive Kritiken und bedeutete den künstlerischen Durchbruch für die Malerin.

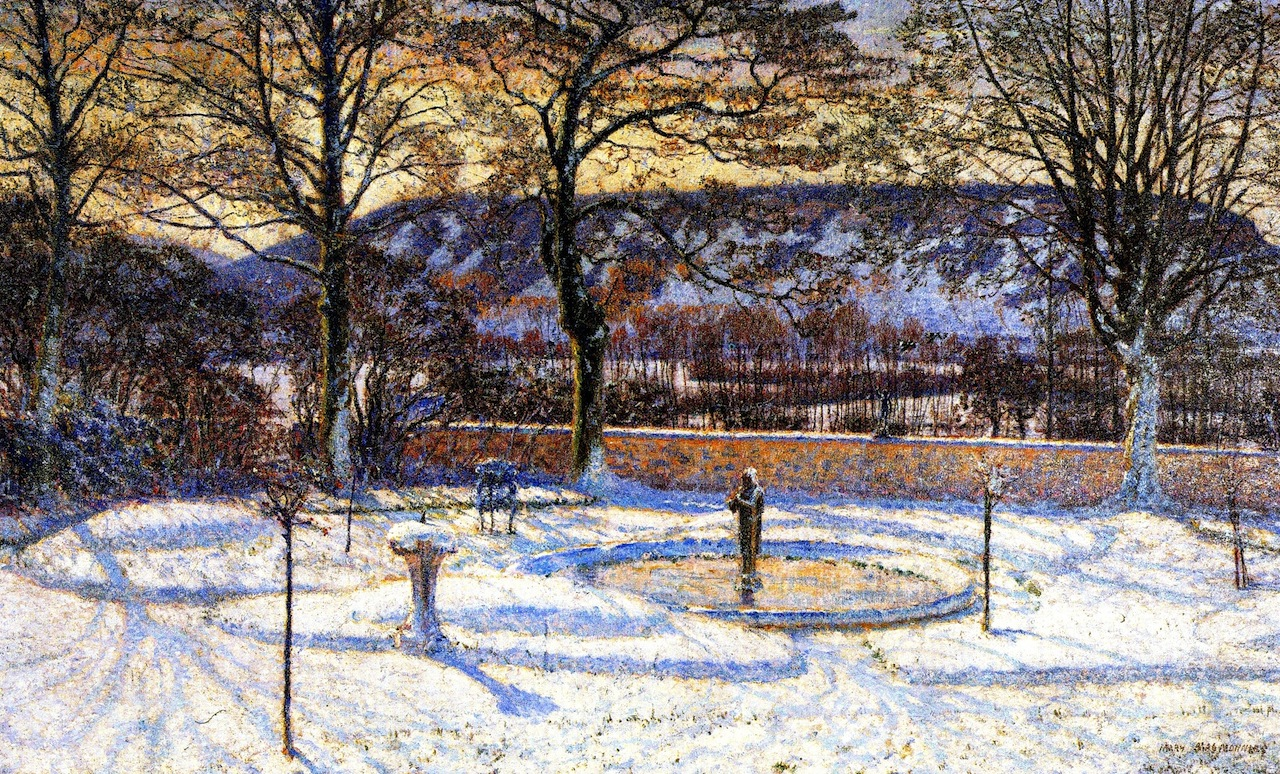
Mary Fairchild: Winter Garden of Giverny, um 1902

Während ihrer Ehe mit Frederick William MacMonnies und dem Aufenthalt in Giverny ist der Malstil von Mary MacMonnies deutlich von der dortigen amerikanischer Künstlerkolonie und dem Stil des Impressionismus beeinflusst. Als Motiv dienten Landschaften im Tal der Seine, der ummauerte Garten des eigenen Hauses und Interieurs. Während zu Beginn örtliche Bauern für ihre Gemälde Modell standen, porträtierte sie später bevorzugt ihre Töchter. In den Bildern aus Giverny finden sich leuchtende Farben und ausgeprägte Lichteffekte.
Nach ihrer Heirat mit Will Hicok Low und der Rückkehr in die Vereinigten Staaten veränderte sich der Malstil von Mary Fairchild Low deutlich. Sie kehrte zurück zu einer traditionellen Malweise im Stil der Akademischen Kunst und reduzierte die Farbigkeit zugunsten dunklerer Töne. Möglicherweise erfolgte dieser stilistische Wandel auf Wunsch ihrer Auftraggeber, die vorzugsweise Porträts bei ihr bestellten.

## Werke in öffentlichen Sammlungen
- Portrait of W. H. Low, 1911, National Academy Museum and School, New York City
- Five O’Clock Tea, 1891, Swope Art Museum, Terre Haute
- Normande en costume avec son chat Musée Blanche Hoschedé-Monet, Vernon
- Roses et lys, 1897, Musée des beaux-arts de Rouen, Rouen